# Armando Sanchez
Armando Carpio Sanchez (15 juni 1952 - Lipa, 27 april 2010) was een Filipijns politicus. Sanchez was van 2004 tot 2007 gouverneur van de provincie Batangas. Daarvoor was hij van 1998 tot 2004 burgemeester van Santo Tomas. Bij de verkiezingen van 2007 verloor hij de strijd om een tweede termijn als gouverneur van Vilma Santos-Recto. Sanchez overleed in 2010 aan de gevolgen van een beroerte tijdens de verkiezingscampagne voor de verkiezingen van 2010, waarin hij opnieuw mee zou doen aan de gouverneursverkiezingen van Batangas.
Armando was getrouwd met Edna Sanchez. Zij volgde in 2004 haar man op als burgemeester van Santo Tomas.